# Nueva Toledo

Nueva Toledo é um distrito do Paraguai, localizado no departamento de Caaguazú. Possui área de 60875 hectares e 6000 habitantes. Fundado em 1973 pelo paranaense teuto-brasileiro Senno Felipe Keiffer como "Nueva Toledo", pois o mesmo era originário de Toledo. Emancipada em 17 de noviembre de 2011, sendo independente do município de Mariscal Francisco Solano López. Anteriormente o local era conhecido pelo nome de Turco Kué. 

## Transporte
O município de Nueva Toledo é servido pela seguinte rodovia:
- Caminho Asfaltado ligando a cidade ao município de Vaquería.
- Caminho de terra ligando a cidade ao município de Mariscal Francisco Solano López.
- Caminho com Asfalto ligando a cidade ao município de Doctor J. Eulogio Estigarribia.